# Творковізна-Орачевська
Творковізна-Орачевська (пол. Tworkowizna Oraczewska) — село в Польщі, у гміні Врублев Серадзького повіту Лодзинського воєводства.
У 1975-1998 роках село належало до Серадзького воєводства.